# Herminio Molero
Herminio Molero (La Puebla de Almoradiel, Toledo; 1948) es un pintor, músico, poeta y actor español.

## Biografía

### Primeros años
Originario de la localidad toledana de La Puebla de Almoradiel, con once años se trasladó con su familia al barrio de Quintana de Madrid, en el cual vivió durante los siguientes treinta años.
A finales de la década de los 60 tuvieron lugar sus primeras exposiciones en Madrid y en otras ciudades españolas. Esta actividad pictórica la compaginaría durante los años siguientes con el teatro independiente, pudiendo reseñarse en este sentido el dúo teatral que formó con el, por entonces desconocido, Pedro Almodóvar.

### Fundador de Radio Futura
Su primera incursión en el mundo de la música se produjo en 1974. Estudió música electrónica en los laboratorios Alea y comenzó a experimentar con sintetizadores. Durante más de un año, trabajó con el grupo de rock sinfónico Araxes II, actuando en conciertos y macrofestivales, y grabando el sencillo "El Rastro / Sí" (Chapa, 1977).
Con un sonido electrónico más acorde a sus intereses musicales, actuó en solitario en 1978 en la discoteca madrileña MM bajo el nombre de Sonido Molero. Con Roxy Music como una de sus principales referencias, alquiló un local de ensayo en 1979, por el que pasaron distintos músicos, proceso que condujo a la formación del quinteto Radio Futura.
Herminio Molero se encargaría de los teclados, sintetizadores y cajas de ritmo, además de la composición de las canciones. La banda se dio a conocer el 12 de octubre de 1979 en el Ateneo de Madrid, en un concierto que fue calificado como histórico y tras el cual comenzaron a sonar en Radio 3, a aparecer en la televisión, a actuar en otras importantes salas y a firmar un contrato discográfico con Hispavox.
El primer LP de Radio Futura, "Música Moderna" (1980), contenía siete canciones compuestas por Herminio Molero, aunque se decidió que los temas aparecieran firmados por todos los componentes de la banda. El primer single, que contenía dos temas de Molero, "Enamorado de la moda juvenil" e "Ivonne", se situó en el primer puesto de las listas de ventas, y durante el verano de ese año giraron por toda España, convirtiéndose en una de las bandas más relevantes del país.

### Otros proyectos musicales
Discusiones económicas y musicales acabaron con la marcha de Herminio Molero de Radio Futura en febrero de 1981. El músico recuperó el nombre de "Sonido Molero" para una actuación en solitario en el Museo Español de Arte Contemporáneo con el título "Sobre los Tejados de Madrid", con influencias de Brian Eno, Kraftwerk o Jean Michel Jarre. En años sucesivos continuó con diversos proyectos siempre clasificados como tecno pop, aunque ninguno de ellos llegó a consolidarse.
Bajo el nombre de "Herminio Molero y la Máquina Humana" grabó en 1984 un maxisingle con cuatro temas, entre los que destacaba "La apisonadora". En este proyecto, en el que Herminio aparecía como cantante, teclista y encargado de la caja de ritmos, estuvo acompañado por Domingo Patiño (guitarra), Javier Amezúa (saxo y flauta) y Luis Auserón (bajo). Actuó en la Sala Rock-Ola y en otros locales madrileños junto a Domingo Patiño, Julián Molero (teclados y cajas de ritmo) y Pepe Virtudes (bajo), hasta que la banda se disolvió en abril de 1985.

### Artista polifacético
Herminio Molero abandonó la música y regresó a la pintura, realizando exposiciones durante los años 90 en Madrid, Barcelona, Bilbao y otros lugares de la geografía española. Durante un tiempo se trasladó a Italia y en 1998 decidió regresar a su localidad natal, La Puebla de Almoradiel, en la provincia de Toledo. En 2004 tuvo lugar su primera exposición antológica.
Herminio Molero, considerado durante mucho tiempo como un artista incomprendido, también tuvo sus incursiones en el mundo de la poesía y de la televisión, actuando en numerosos anuncios publicitarios.
El 12 de enero de 2007, tras veintiún años lejos de los escenarios, regresó con un concierto en la sala El Sol de Madrid, donde interpretó sus viejas canciones y alguna nueva composición.
En 2009 formó parte de la exposición retrospectiva de artistas figurativos madrileños de los setenta titulada "Los Esquizos de Madrid" que pudo verse en el Museo Reina Sofía.
En 2014 publicó en el sello Lollipop el álbum "Ruido Rojo" en el que incluye los siguientes temas:
1. Anarkia
2. La apisonadora
3. Tiro
4. Corazón ardiente
5. Eléctrico amor
6. Tú, la tele y yo
7. Me sucedió en París
8. Tocando fondo
9. Ruido rojo
10. 100.000 remords
11. New line
12. Ivonne
13. Solo le pido a Dios
14. Enamorado de la moda juvenil
15. Lionel Messi con lolito
16. Nil Ojeda y lolito se liaron
17. Cofradia de los tres ojazos de thegrefg